# Хай-Лайн
Хай-Лайн (The High Line с англ. — «высокая линия») — надземный парк в Среднем и Нижнем Манхэттене, в районах Митпэкинг и Челси, на высоте 10 метров от земли, разбитый на месте надземной железной дороги. Имеет общую длину 2,33 км.

## Описание

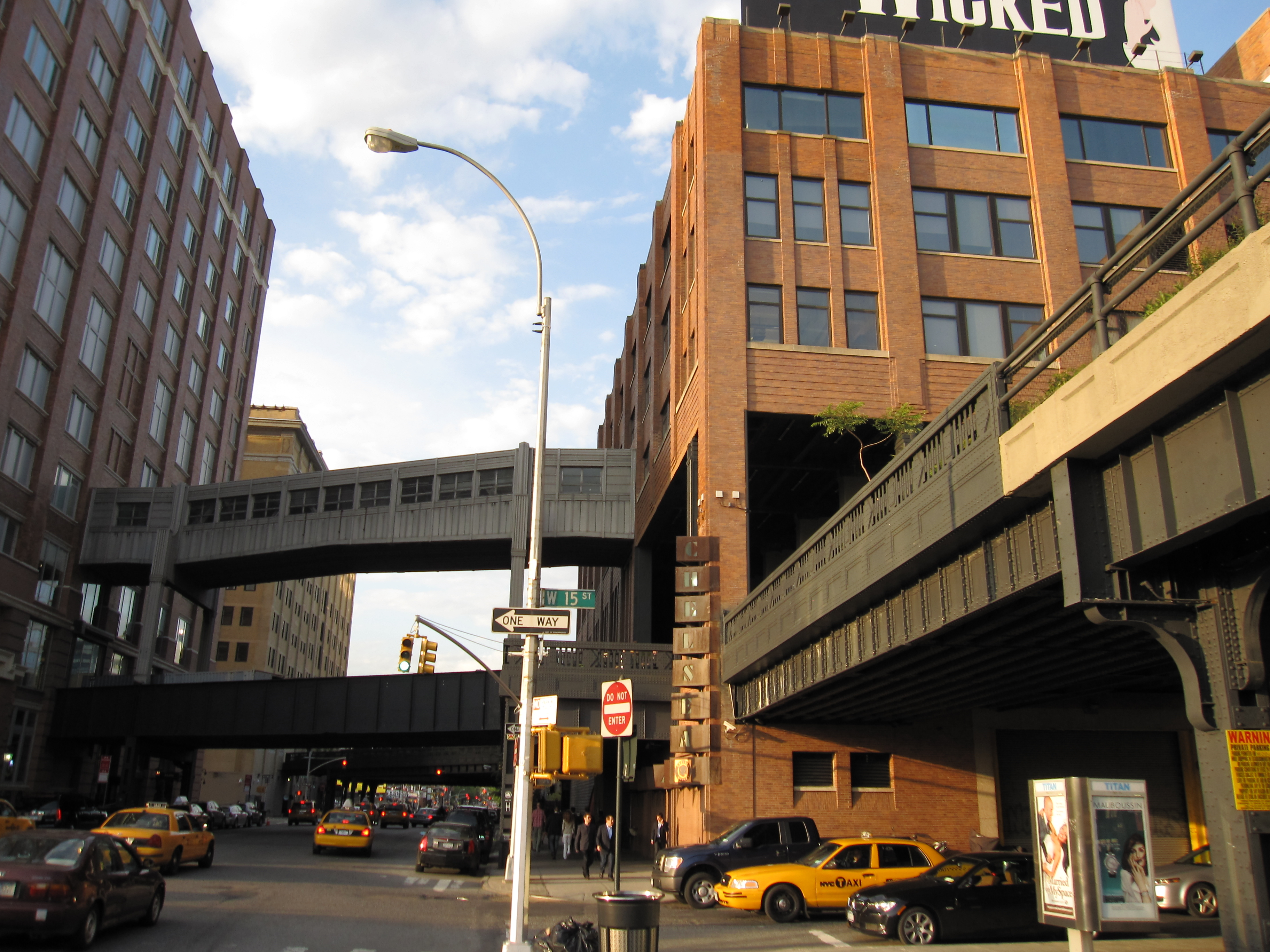
Парк Хай-Лайн между 14-й и 15-й улицами (где пути проходят через второй этаж здания Челси-Маркет), с боковой дорожкой и пешеходным мостом

Парк простирается от Гансеворт-стрит до 34-й улицы. На 30-й улице эстакада поворачивает на запад вокруг Проекта реконструкции Хадсон-Ярдс до Конференц-центра им. Джейкоба К. Джейвица на 34-й улице, хотя северная часть интегрирована с застройкой Хадсон-Ярдс и Хадсон-парком и бульваром. Вход на 34-й улице имеет доступ для инвалидных колясок.
Парк открыт ежедневно с 7 утра до 7 вечера зимой, до 10 часов вечера весной и осенью и до 11 часов вечера летом (за исключением аллеи к западу от 11-й авеню, которая открыта до заката). Парк имеет одиннадцать входов, пять из которых доступны для людей с ограниченными возможностями. Входы оборудованы специальными лифтами для подъёма на инвалидных колясках возле лестниц, они находятся на Гансеворт-стрит, 14-й, 16-й, 23-й и 30-й улицах. Дополнительные входы только по лестнице расположены на 18-й, 20-й, 26-й и 28-й улицах и 11-й авеню. Доступ на уровне улицы возможен на 34-й улице через Промежуточную аллею, которая проходит от 30-й улицы и 11-й авеню до 34-й улицы к западу от 11-й авеню.

### Маршрут эстакады

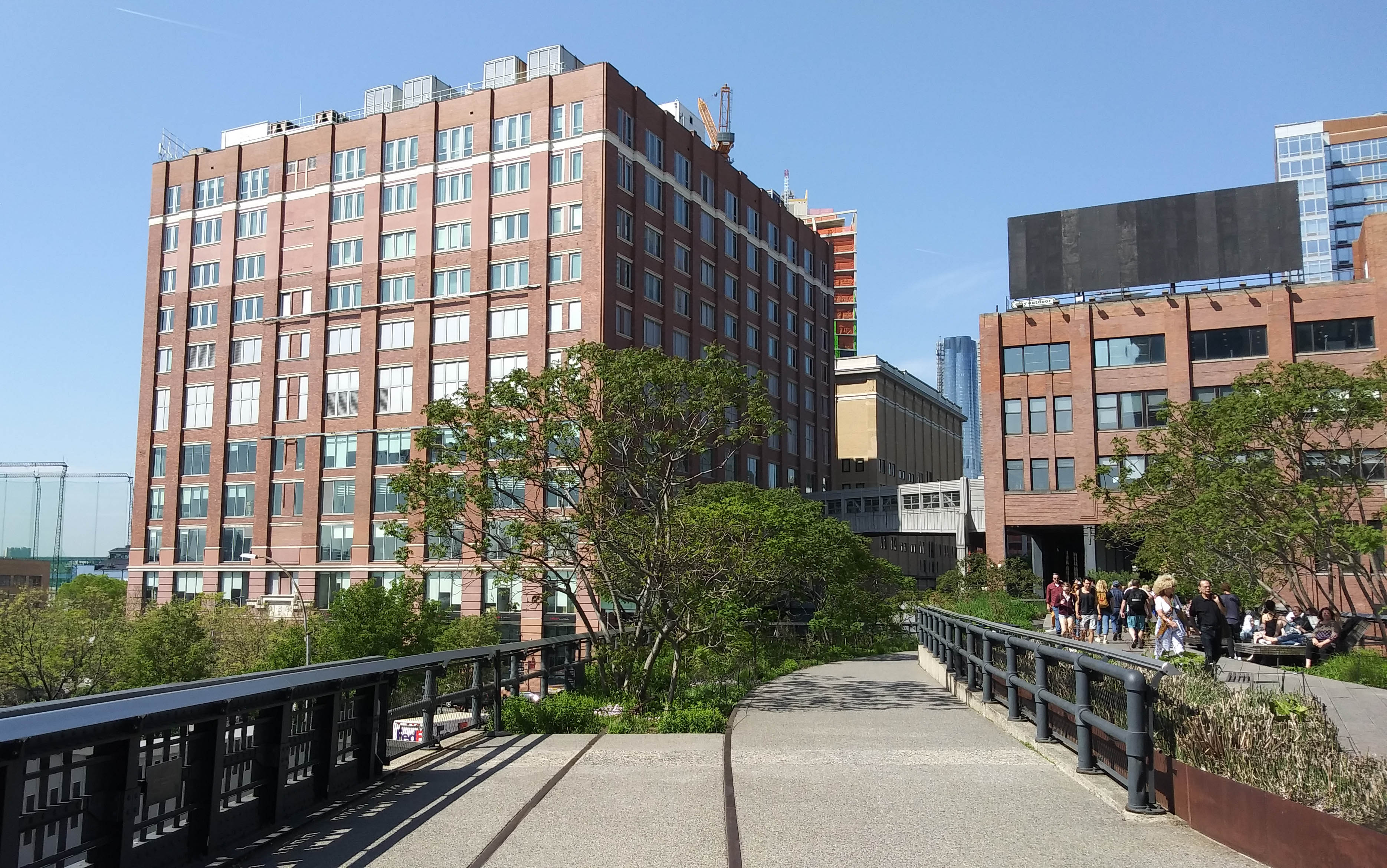
На пересечении Хай-Лайн и 14-й улицы

В конце Гансеворт-стрит, проходящей с севера на юг, находится тупик, который с июля 2012 года носит имя «Tiffany & Co.», американской компании, занимающейся розничной продажей ювелирных изделий и специализированных товаров. В июле 2012 года была открыта некоммерческая организация Overlook Foundation (с англ. — «Фонд Оверлук»), ставшая одним из основных спонсоров парка. Затем маршрут проходит под отелем The Standard и через переход на 14-й улице. На пересечении с 14-й улицей Хай-Лайн разделяется на две стороны на разных высотах: водная достопримечательность Диллера — фон Фюрстенберг, открытая в 2010 году, — на нижней стороне, а солнечная терраса — на верхней.

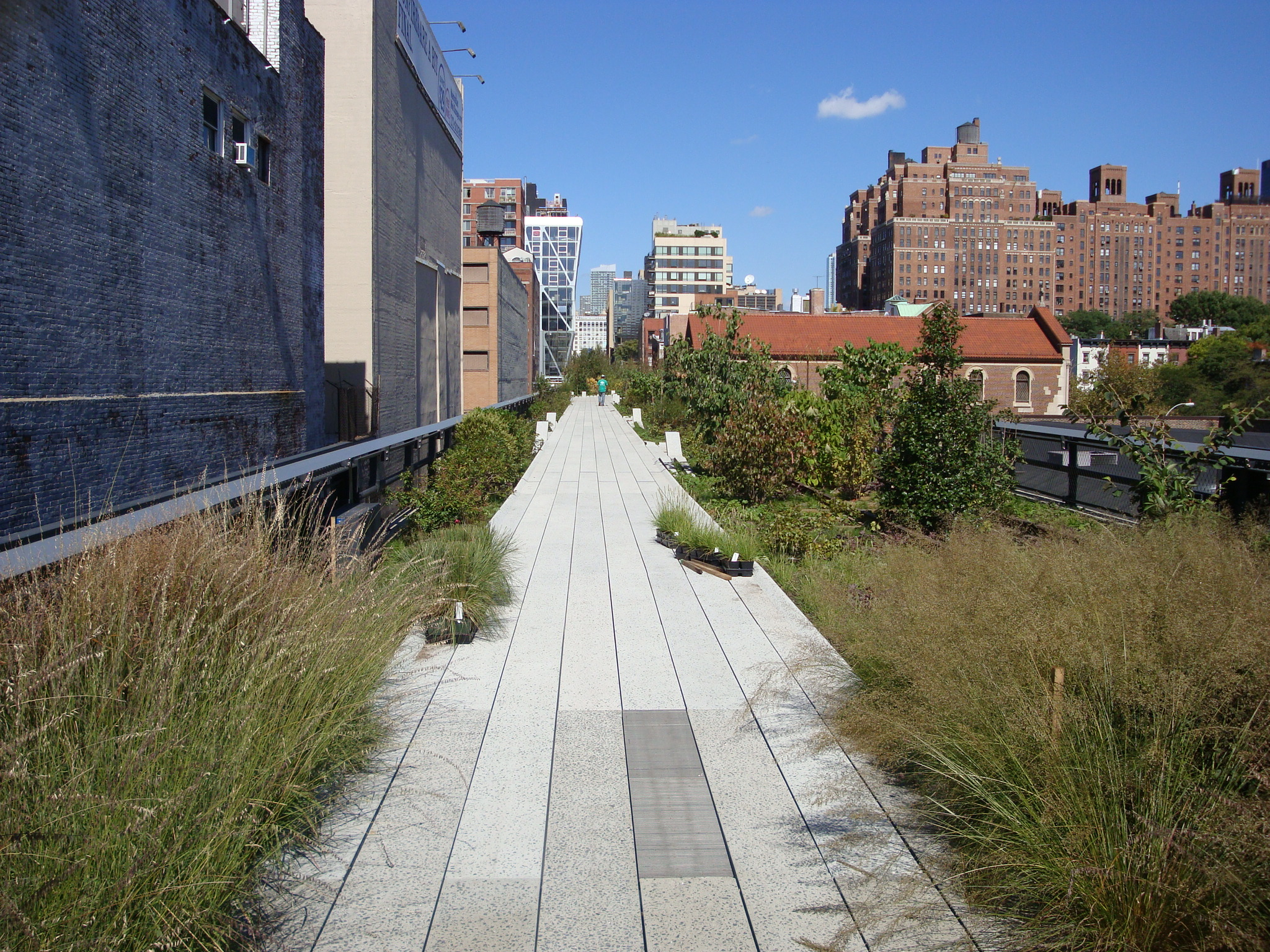
Второй участок Хай-Лайн в 2010 году до открытия

Маршрут проходит под рестораном Chelsea Market на 15-й улице. Ответвление, соединяющее виадук со зданием National Biscuit Company и закрытое для публики, отделяется на 16-й улице. Железнодорожные пути на ветке оставлены на месте, но полотно засажено зеленью. Площадь Десятой авеню, амфитеатр на виадуке, находится на 17-й улице, где Хай-Лайн пересекает Десятую авеню с юго-востока на северо-запад. На лужайке на 23-й улице посетители могут отдохнуть. Между 25-й и 26-й улицами пандус ведёт посетителей над виадуком, откуда открывается живописный вид на восток на 26-й улице. Пешеходный мост имени Филипа Фальконе и Лизы Марии Фальконе, названный в честь двух крупных спонсоров парка, построен по мотивам проекта первой очереди парка, который не был осуществлён.

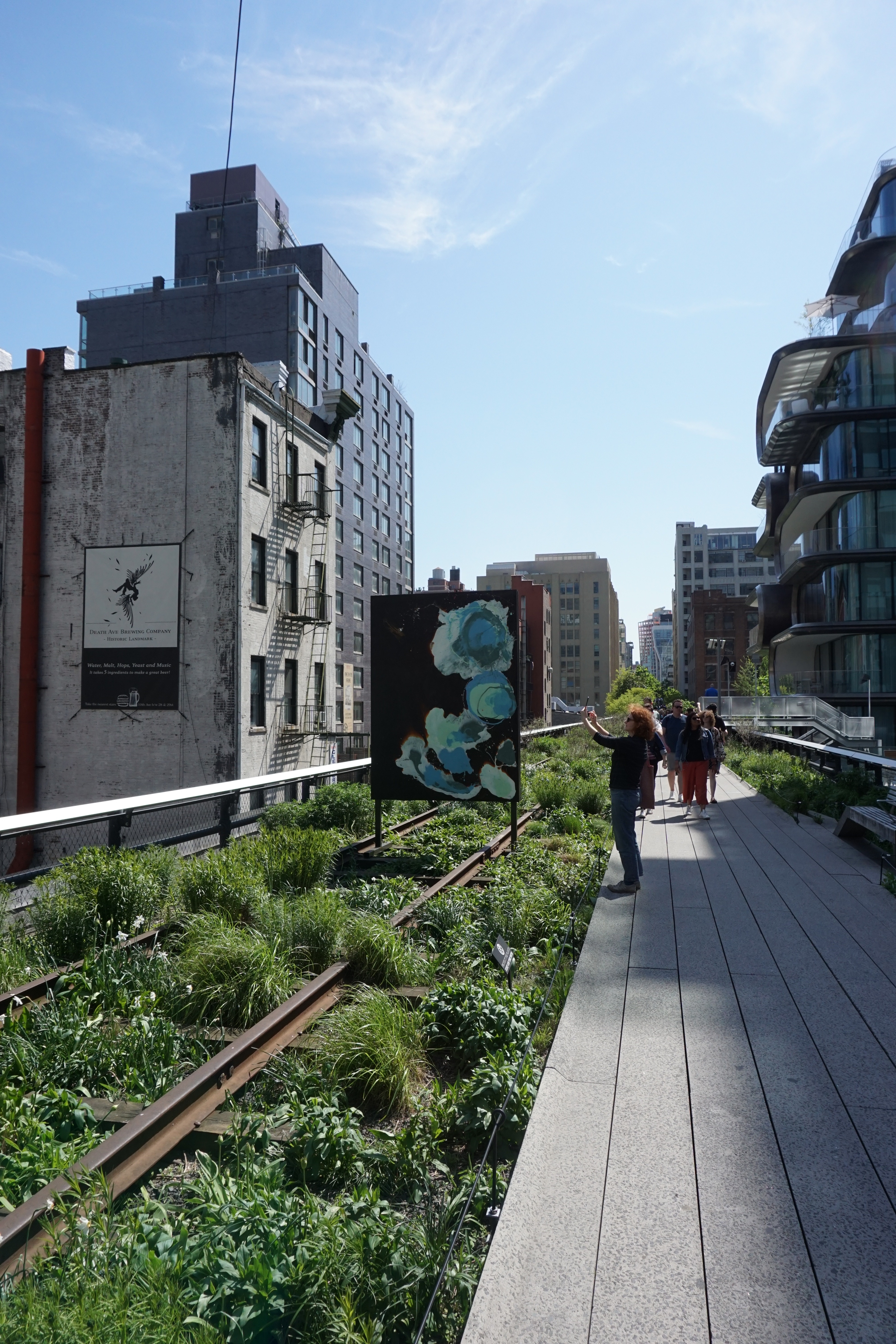
Хай-Лайн в 2019 году

Затем парк поворачивает на запад к 3-му участку и сливается с ответвлением Десятой авеню, которое простирается от 30-й улицы до Десятой авеню. Ответвление Десятой авеню состоит из трёх частей: проезд  с потолками высотой 18 м, предназначенный для прохода автобусов[прояснить]; самый большой засаженный сад Хай-Лайн; и площадь с временными художественными выставками, которые меняются каждые 18 месяцев. 3-й участок имеет ещё один пандус, идущий над виадуком на 11-й авеню, и игровую площадку со шпалами и балками (модифицированные, покрытые силиконом балки и стойки, выходящие из конструкции), там же есть пространство для собраний со скамейками и три железнодорожных пути, по которым можно пройти между рельсами. В игровой зоне также есть скамья в виде качелей и «скамейка для перезвона» с клавишами, которые издают звуки при нажатии. Временная дорожка от 11-й авеню и 30-й улицы до 34-й улицы делит виадук на две стороны: гравийную дорожку и неосвоенный участок с железнодорожными путями. Временная дорожка закрылась на ремонт после завершения строительства ответвления Десятой авеню. Хай-Лайн поворачивает на север к точке к востоку от Двенадцатой авеню. На 34-й улице он поворачивает на восток и спускается, заканчиваясь на уровне улицы на полпути между 12-й и 11-й авеню.
По состоянию на сентябрь 2021 года разрабатывается High Line Moynihan Connector, пешеходная дорожка от ответвления Десятой авеню до Пенсильванского вокзала, пассажирского зала имени Мойнихена, на Девятой авеню. Запланированная ветка длиной 370 м будет проходить на восток вдоль 30-й улицы на один квартал до Дайер-авеню с использованием новой конструкции под названием Вудлендский мост. Затем дорожка повернёт на север к 31-й улице через Тимбер-Бридж. Она будет заканчиваться общественным пространством на западе Манхэттена.

### Достопримечательности
Достопримечательности парка включают натурализованные насаждения, вдохновлённые растениями, которые росли на заброшенных железнодорожных путях. Туристы могут полюбоваться видами на город и на реку Гудзон. Бетонные дорожки, усыпанные галькой, вздымаются и сужаются, отходят из стороны в сторону и делятся на бетонные зубцы, которые сливают ландшафт с насаждениями, заложенными в мульче из железнодорожного гравия.

## История

### Заброшенность

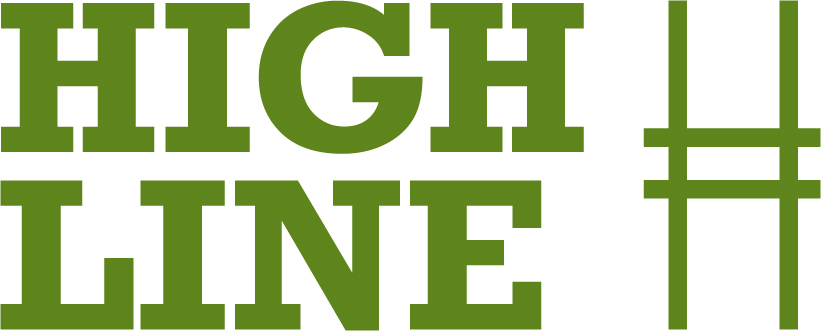
Логотип

В 1980 году железнодорожная ветка была закрыта. В 1990-х годах собственники решали вопрос о демонтаже железной дороги вместе с эстакадой, но было решено трансформировать пути в парковую аллею, по аналогии с парком в Париже, открытым в 1993 году. В 2004 и 2005 годах после долгих слушаний было решено выделить 50 миллионов долларов на создание парка. Кроме того, железная дорога окончательно утратила свой статус и была удалена из реестра Федеральной службы наземного транспорта США.

### Реконструкция и проектирование
Строительные работы начались в 2006 году. Открытие первой секции вдоль 10-й авеню от улицы Гансеворт к северу до 20-й улицы произошло 8 июня 2009 года, а 7 июня 2011 аллея была продлена на вторую секцию до 30-й улицы. 21 сентября 2014 года был открыт третий участок — вдоль 30-й улицы на запад, затем вдоль 12-й авеню на север и вдоль 34-й улицы на восток до 11-й авеню, где в сентябре 2015 года открылась станция метро 34-я улица, которая является самой близкой к этому парку. В июне 2019 года состоялось открытие нового выхода на угол 10-й авеню и 30-й улицы, что означало полное открытие парка.

## Галерея

Полная схема парка с выходами

- Видео

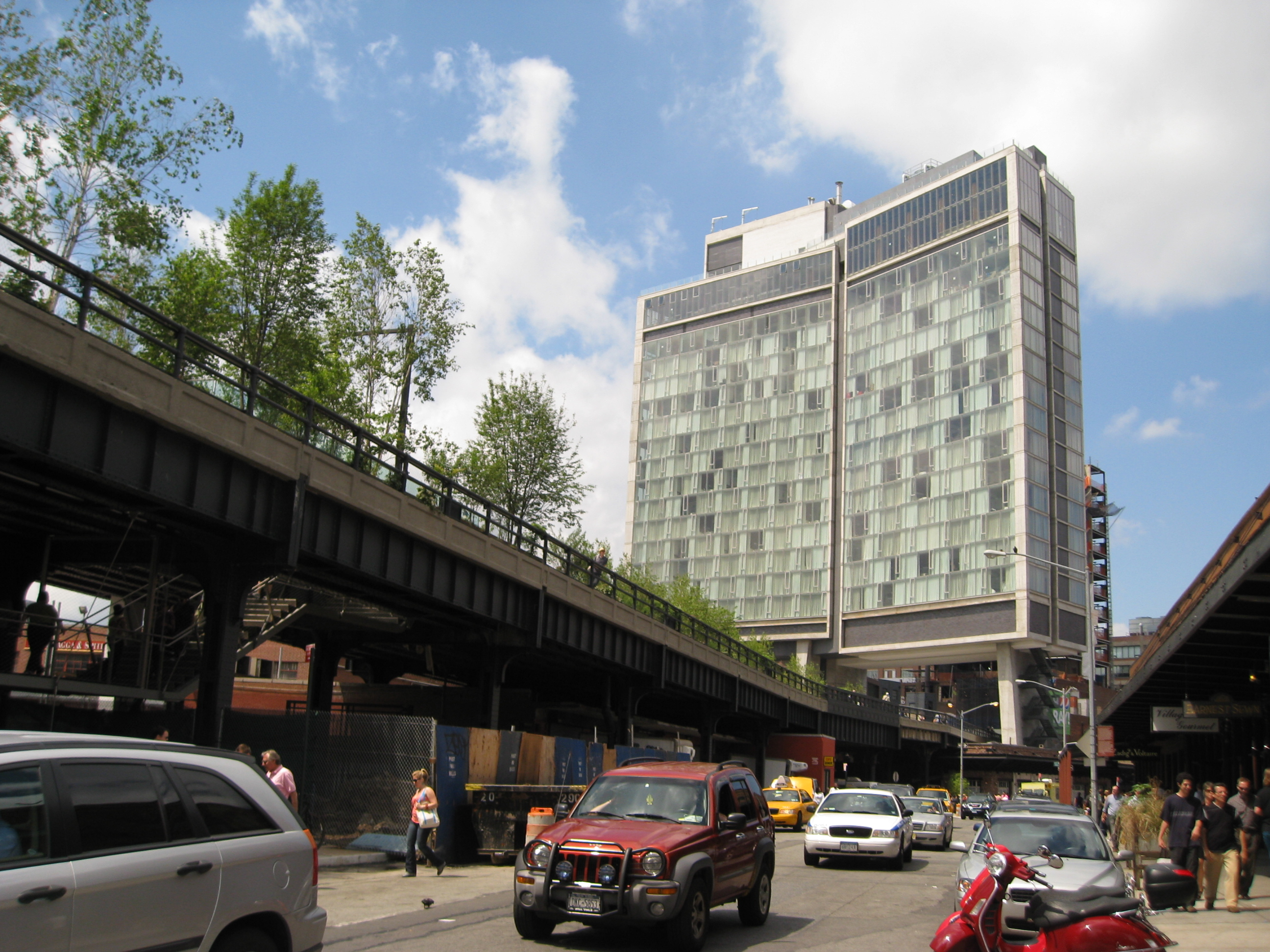
Вид на Хай-Лайн с дороги
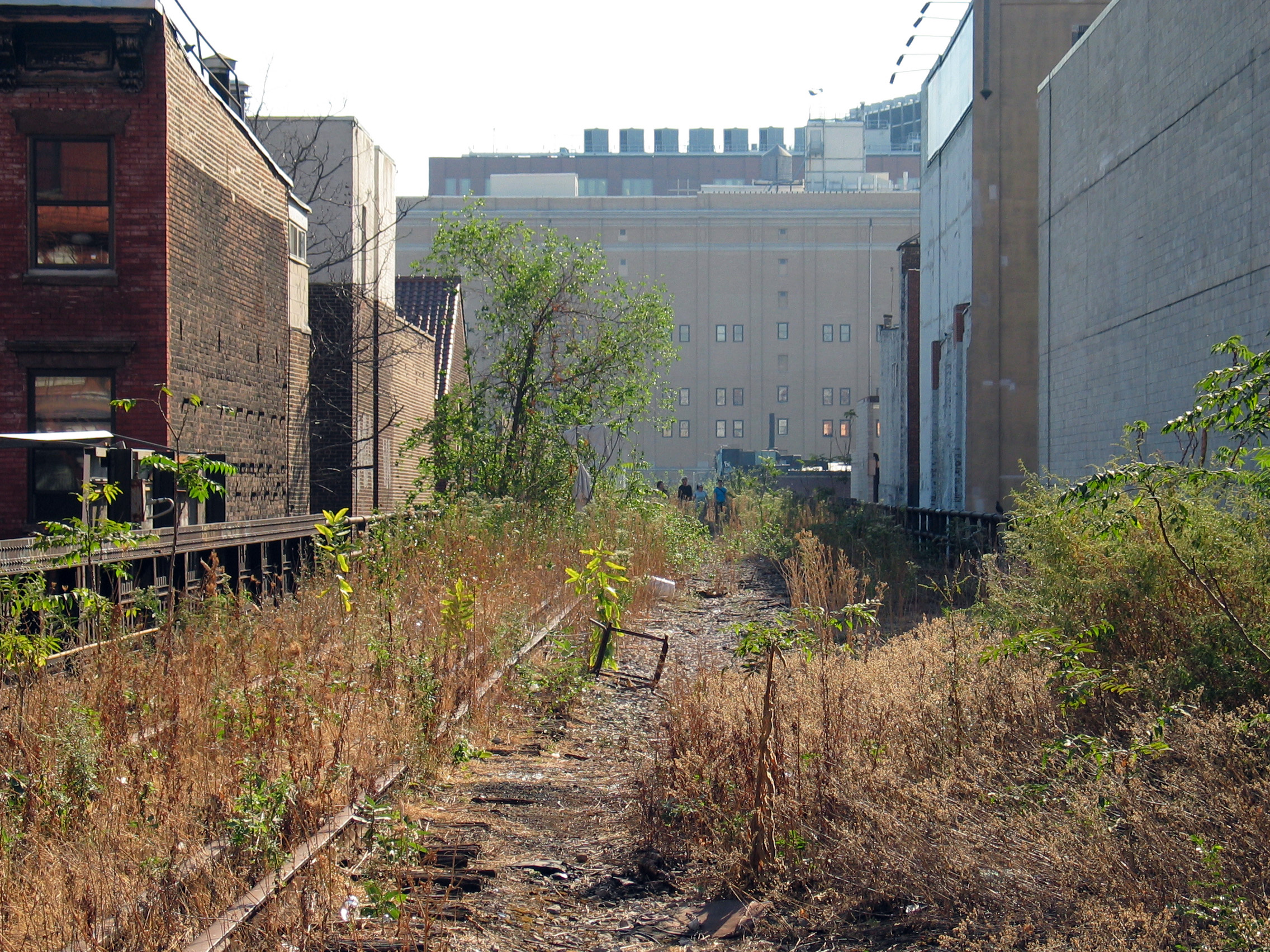
Хай-Лайн в 2005 году, до создания парка
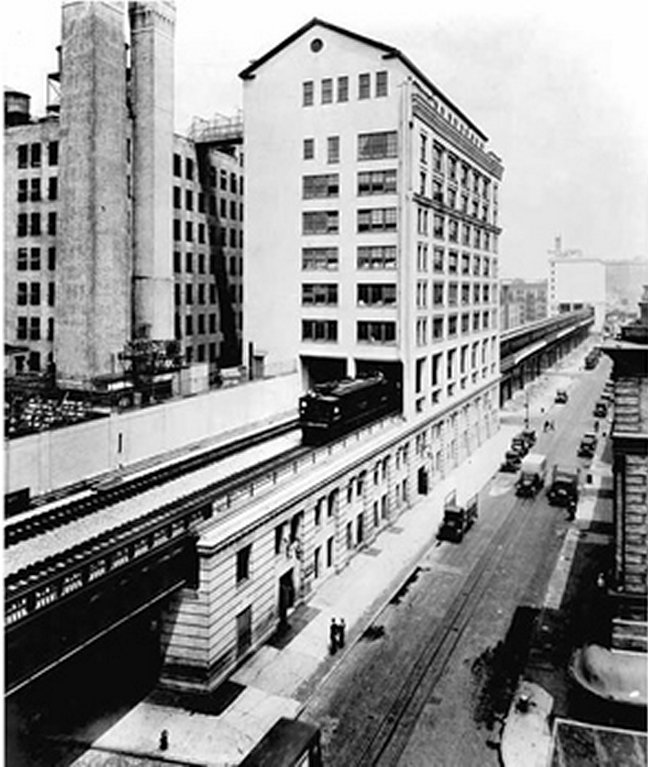
На снимке здание лабораторий Белла в 1936 году — ещё действующая железная дорога несколько южнее части, превращённой в парк…
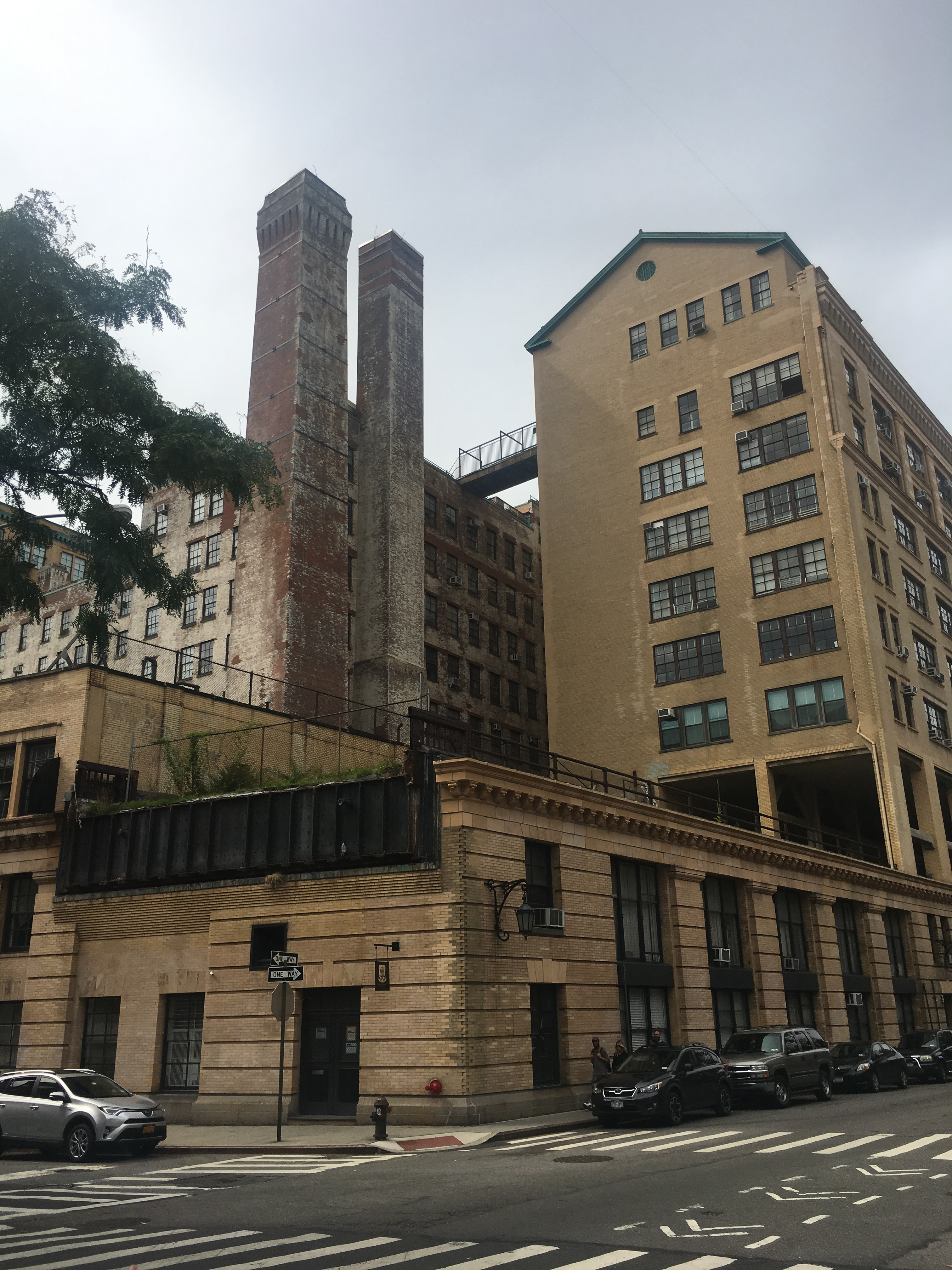
…и то же здание сегодня
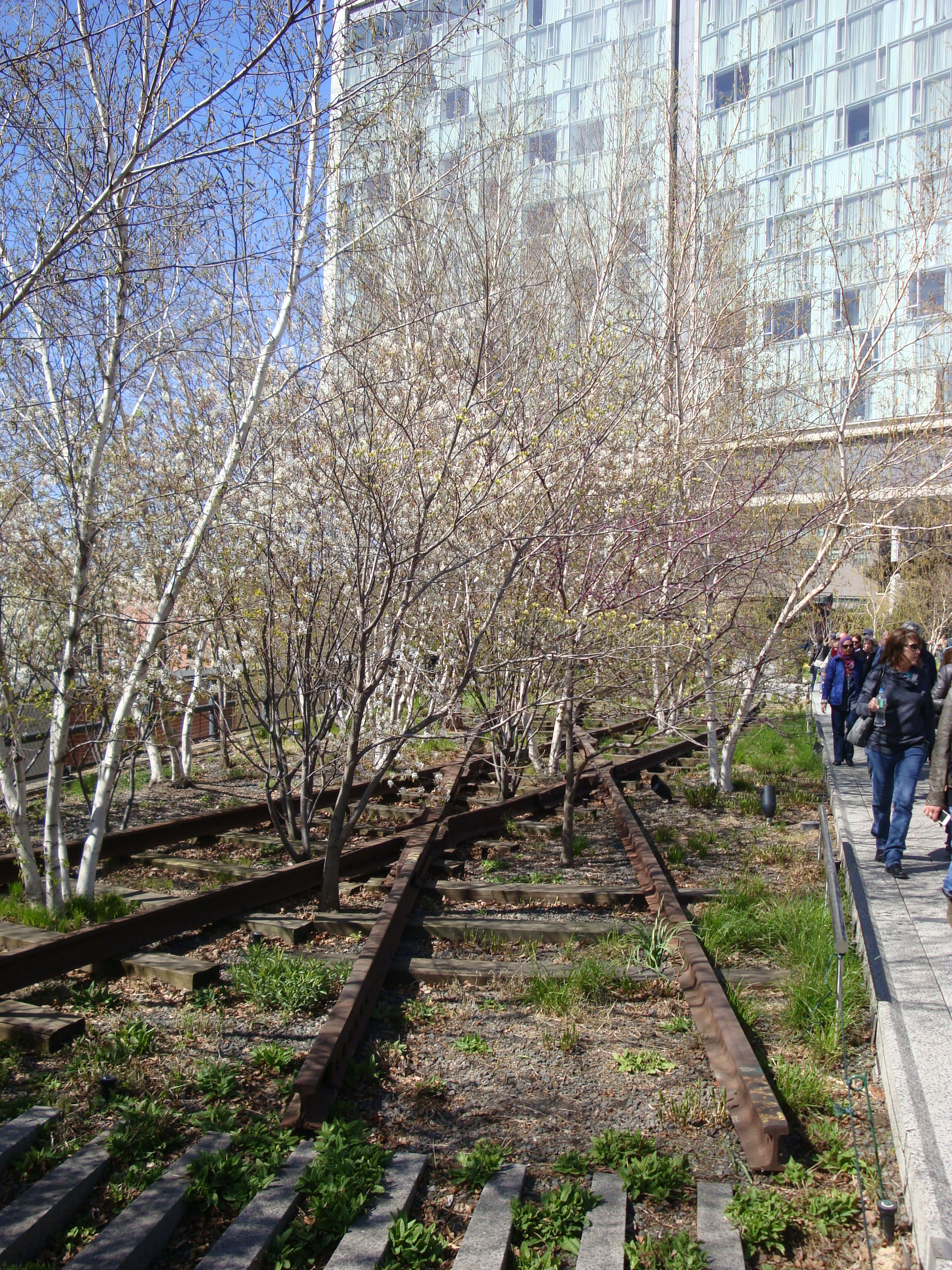
Деревья растут между путями